# 汪洋泡
汪洋泡是一个位于中国吉林省镇赉县的湖泊，面积约为2.3平方千米，平均水深约为2.1米。